# Torneo de las Cinco Naciones 1990
El Torneo de las Cinco Naciones de 1990 fue la 96° edición del principal Torneo del hemisferio norte de rugby.
Esta edición del torneo fue ganada por Escocia.

## Clasificación
| Lugar | Selección  | Partidos | Partidos | Partidos  | Partidos | Puntos  | Puntos    | Puntos | Tabla de puntos |
| Lugar | Selección  | Jugados  | Ganados  | Empatados | Perdidos | A favor | En contra | dif.   | Tabla de puntos |
| ----- | ---------- | -------- | -------- | --------- | -------- | ------- | --------- | ------ | --------------- |
| 1     | Escocia    | 4        | 4        | 0         | 0        | 60      | 26        | +34    | 8               |
| 2     | Inglaterra | 4        | 3        | 0         | 1        | 90      | 26        | +64    | 6               |
| 3     | Francia    | 4        | 2        | 0         | 2        | 67      | 78        | −11    | 4               |
| 4     | Irlanda    | 4        | 1        | 0         | 3        | 36      | 75        | −39    | 2               |
| 5     | Gales      | 4        | 0        | 0         | 4        | 42      | 90        | −48    | 0               |

## Resultados
| 20 de enero | Gales | 19 - 29 | Francia | Cardiff Arms Park, Cardiff |  |

| 20 de enero | Inglaterra | 23 - 0 | Irlanda | Twickenham Stadium, Londres |  |

| 3 de febrero | Irlanda | 10 - 13 | Escocia | Lansdowne Road, Dublín |  |

| 3 de febrero | Francia | 7 - 26 | Inglaterra | Parc des Princes, París |  |

| 17 de febrero | Inglaterra | 34 - 6 | Gales | Twickenham Stadium, Londres |  |

| 17 de febrero | Escocia | 21 - 0 | Francia | Estadio Murrayfield, Edimburgo |  |

| 3 de marzo | Francia | 31 - 12 | Irlanda | Parc des Princes, París |  |

| 3 de marzo | Gales | 9 - 13 | Escocia | Cardiff Arms Park, Cardiff |  |

| 17 de marzo | Escocia | 13 - 7 | Inglaterra | Estadio Murrayfield, Edimburgo |  |

| 24 de marzo | Irlanda | 14 - 8 | Gales | Lansdowne Road, Dublín |  |

## Premios especiales
- Grand Slam:  Escocia
- Triple Corona:  Escocia
- Copa Calcuta:  Escocia
- Millennium Trophy:  Inglaterra
- Centenary Quaich:  Escocia